# Vincenso Santucci
Vincenso Santucci, italijanski rimskokatoliški duhovnik in kardinal, * 18. februar 1796, Gorga, † 19. avgust 1861.

## Življenjepis
7. marca 1853 je bil povzdignjen v kardinala in imenovan za kardinal-diakona Ss. Vito, Modesto e Crescenzia. 23. junija 1854 je bil imenovan še za kardinal-diakona S. Maria ad Martyres.
14. novembra 1856 je postal prefekt Kongregacije za študije.